# Bâcleș
Bâcleș – wieś w Rumunii, w okręgu Mehedinți, w gminie Bâcleș. W 2011 roku liczyła 442 mieszkańców.